# Saga des zombies
La Saga des zombies est le nom donné par certains critiques et par les fans du genre à une série de films d'horreur réalisés par George A. Romero, mettant en scène la confrontation entre les humains et les zombies. Cette saga comprend six films :
- La Nuit des morts-vivants (Night of the Living Dead), 1968, 1er volet
- Zombie (Dawn of the Dead), 1978, 2e volet
- Le Jour des morts-vivants (Day of the Dead), 1985, 3e volet
- Le Territoire des morts (Land of the Dead), 2005, 4e volet
- Chronique des morts-vivants (Diary of the Dead), 2008, 5e volet
- Le Vestige des morts-vivants (Survival of the Dead), 2010, dernier volet

À l'exception des deux derniers volets, il n'y a pas de continuité narrative stricte ni de personnages récurrents (humains ou zombies) d'un épisode à l'autre. Les trois premiers volets représentent une décennie chacun, mais rien n'indique que l'invasion décrite dans Le Jour des morts-vivants en 1986 soit la continuité de celle qui se produit dans Zombie en 1978 ou de celle de La Nuit..., dix ans plus tôt. Les évènements de Chronique des morts-vivants et Vestige des morts-vivants, en revanche, sont concomitants.

## Remakes
Les films suivants ne sont pas l'œuvre de Romero mais sont des remakes de la saga :
- La Nuit des morts vivants (The Night of the Living Dead), remake du 1er volet réalisé par Tom Savini sorti en 1990.
- L'Armée des morts (Dawn of the Dead), remake du 2e volet réalisé par Zack Snyder sorti en 2004.
- Le Jour des morts (Day of the Dead), remake du 3e volet réalisé par Steve Miner sorti en 2008.
- Le Jour des morts vivants 2 : Contagium (Day of the Dead 2: Contagium), d'Ana Clavell sorti en 2005 n'est pas un remake mais l'histoire se déroule entre le 2e et le 3e volet des films originaux.
- Day of the Dead: Bloodline, remake du 3e volet réalisé par Hèctor Hernández Vicens sorti en 2018 et uniquement diffusé sur la plateforme numérique de Netflix.

## Source
Vincent Avenel, « La Saga des morts-vivants de George A. Romero », sur critikat.com, 29 juillet 2006 (consulté le 18 septembre 2010)